# Marsannay-la-Côte
Pour l’article homonyme, voir Marsannay-le-Bois.
Marsannay-la-Côte est une commune française appartenant à Dijon Métropole située dans le canton de Chenôve du département de la Côte-d'Or, en région Bourgogne-Franche-Comté.

## Géographie
La commune de Marsannay-la-Côte est située aux portes de Dijon (6 km au sud-ouest), à l'extrémité nord de la côte de Nuits et de la route des Grands Crus de Bourgogne. Elle porte 186 ha de vignes, 202 ha de zone agricole et 523 ha de forêt communale.

## Urbanisme

### Typologie
Marsannay-la-Côte est une commune urbaine, car elle fait partie des communes denses ou de densité intermédiaire, au sens de la grille communale de densité de l'Insee,,,.
Elle appartient à l'unité urbaine de Dijon, une agglomération intra-départementale regroupant 15 communes et 245 875 habitants en 2017, dont elle est la banlieue,.
Par ailleurs la commune fait partie de l'aire d'attraction de Dijon, dont elle est une commune de la couronne. Cette aire, qui regroupe 333 communes, est catégorisée dans les aires de 200 000 à moins de 700 000 habitants,.

## Vignoble
Marsannay-la-Côte est un village viticole réputé de Bourgogne et produit les trois variétés de vin de Bourgogne :
- vin rouge et vin rosé à base de raisins issus du cépage pinot noir
- vin blanc à base du cépage chardonnay.

Le vignoble est planté sur les pentes douces de la côte qui s'étend sur 80 km de Dijon à Beaune entre 260 et 320 mètres d'altitude orienté est sur des sols crayeux-marneux.

## Transports en commun
Au total 3 lignes de bus  desservent la ville :
L4 qui relie le centre commercial à la Cité de la gastronomie et du vin
B14 qui dessert le village et connecté au T2 à Carraz
B15 qui dessert qu'une petite partie avant de continuer sa route vers Perrigny-lès-Dijon

## Histoire

### Préhistoire
L'éperon rocheux barré du Gronya signale une ancienne présence humaine cherchant à se protéger sur le territoire de la commune dès la Préhistoire. De même, on note la continuité de cette présence jusqu'à l'Âge du fer avec le tumulus du lieu-dit "les Terrasses".

### Antiquité
Le territoire de Marsannay est très fréquenté dès la plus haute Antiquité. Un couteau surmonté d'un sanglier d'origine gauloise a ainsi été retrouvé. Le lieu profite en effet de sa situation de "carrefour" entre un axe nord-sud, parallèle à la côte, et un débouché de combe, orienté est-ouest, et permettant l'accès à la vallée de l'Ouche. Adossé à un relief protecteur, le site repose sur une "terrasse", dominant légèrement la plaine dijonnaise au pied de la côte.
La présence gallo-romaine est attestée. On a d'ailleurs longtemps cru que l'origine du nom de Marcenay, ancien nom du village, remontait à un certain Marcenus, propriétaire d'un domaine local. Cette explication toponymique est aujourd'hui nuancée. Une nécropole gallo-romaine, avec sépultures à incinération, a aussi été découverte. En tout cas, il est probable que les Romains aient introduit la culture de la vigne qui, depuis, a rythmé la vie du village.

### Moyen Âge
L'abbé historien Courtépée, qui écrit à la fin du XVIIIe siècle, pense pouvoir affirmer qu'il y avait en 658 un important vignoble dépendant de l'Abbaye Saint-Pierre de Bèze qui comportait douze pièces de vignes. Marsannay est considéré alors comme appartenant au pays d'Oscheret, ou pays d'Ouche.
À la fin du IXe siècle, ou au début du Xe siècle, une chapelle Saint-Urbain est fondée afin d'abriter les reliques du saint qui étaient régulièrement translatées de Dijon à Marsannay. Renforcée en 1142 par le duc Eudes II, elle est ensuite transformée en monastère (mentionné dès 1255). Un colombier toujours visible y est adjoint au XIIIe siècle.
Le village viticole a également reçu la protection d'autres abbayes : saint Martial (du petit prieuré d'Époisses), Abbaye Saint-Bénigne de Dijon, saint Étienne (avec un prieuré)...
En 1442, le défi lancé dans tous les états chrétiens par Pierre de Beauffremont, seigneur de Charny, offre une emprise à l’Arbre de Charlemagne, dans la charme (comprendre la prairie) de Marcenay où pendant 6 semaines et accompagné de douze chevaliers, il combattra à pied et à cheval tous nobles chevaliers venant à ce pas d’armes. L’arbre de Charlemagne est un chêne multicentenaire sous lequel les missi dominici de l’empereur auraient rendu la justice. Messire Olivier de la Marche, témoin oculaire de ce tournoi, qui commence le 11 juillet 1443, en présence de Philippe le Bon, Duc de Bourgogne, du Duc de Savoie, et des chevaliers de la Toison d’Or relatera l’évènement dans ses Mémoires. Les terres qui se trouvent à l’angle de l’ancienne RN 74 et de la rue du Rocher sont appelés le lieu-dit « Les lices » nom donné à l’enceinte où s’affrontaient les combattants.

### Temps modernes
En 1775, Courtépée précise : « ce pays vignoble produit d'assez bons vins ».

### Héraldique
| Blason | Blasonnement : « Fascé ondé d'or et d'azur de six pièces, au chef de sable chargé de deux cavaliers affrontés d'argent avec leurs lances de tournoi » |

Le blason a été proposé en 1966 par un vieux vigneron , Pierre Quillardet. Les armes, deux ondes d’or sur fond d’azur, sont celles de Jocerand de Brancion, seigneur de Marsannay de 1225 à 1250. Le chef, avec ses deux chevaliers qui se combattent, fait référence au tournoi de 1443.

## Politique et administration

### Liste des maires

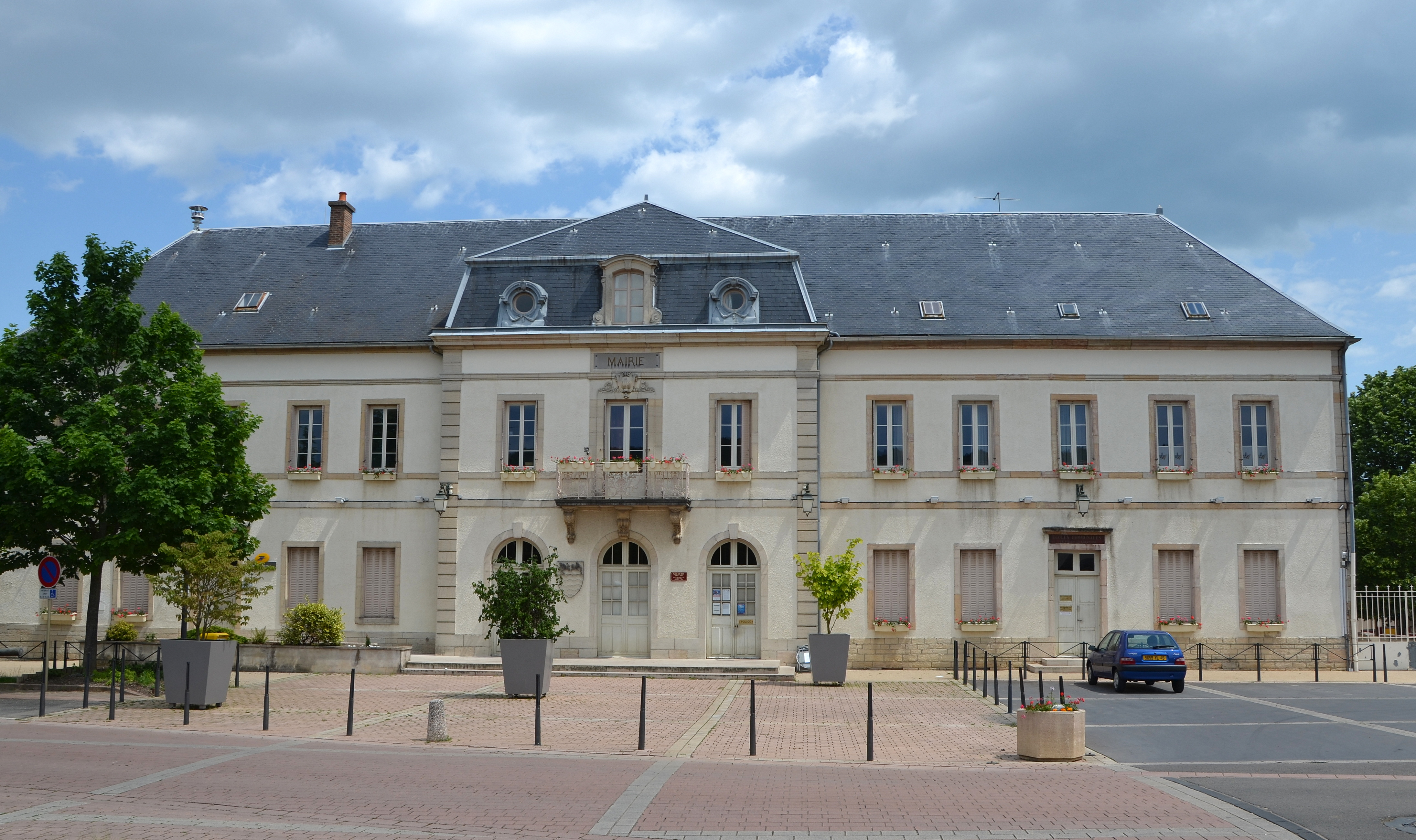
Mairie de Marsannay.

Le village s'est longtemps appelé Marcenay-en-Montagne ("Marceniacum in Monte") avant de prendre son nom actuel de Marsannay-la-Côte en 1783. On a longtemps cru que Marcenay dérivait du nom d'un domaine gallo-romain ayant appartenu à un certain "Marcenus". D'autres recherches tendent à rapprocher le toponyme d'une racine celte, "-marco-", qui signifierait "la mare".

Marsannay-la-Côte appartient au canton de Chenôve depuis 1973 après avoir appartenu au canton de Gevrey-Chambertin (1793-1801), de Dijon-Ouest (1801-1907) et de Dijon-Sud (1907-1973).

### Jumelages
Marsannay-la-Côte est jumelée avec :
- Mazy (Belgique) depuis 1958. Mazy est un village appartenant à la commune de  Gembloux.
- Schweich (Allemagne) depuis 1992

## Démographie
Les habitants de Marsannay-la-Côte se nomment les Pataras et les Patarates ou les Marcenaciens et les Marcenaciennes, en référence à l'ancien nom du village : "Marceniacum in Monte" puis "Marcenay".
L'évolution du nombre d'habitants est connue à travers les recensements de la population effectués dans la commune depuis 1793. Pour les communes de moins de 10 000 habitants, une enquête de recensement portant sur toute la population est réalisée tous les cinq ans, les populations de référence des années intermédiaires étant quant à elles estimées par interpolation ou extrapolation. Pour la commune, le premier recensement exhaustif entrant dans le cadre du nouveau dispositif a été réalisé en 2004.

En 2022, la commune comptait 5 440 habitants, en évolution de +1,38 % par rapport à 2016 (Côte-d'Or : +0,82 %, France hors Mayotte : +2,11 %).
| 1793 | 1800 | 1806 | 1821 | 1831 | 1836 | 1841 | 1846 | 1851 |
| ---- | ---- | ---- | ---- | ---- | ---- | ---- | ---- | ---- |
| 617  | 584  | 591  | 619  | 703  | 730  | 761  | 832  | 788  |

| 1856 | 1861 | 1866 | 1872 | 1876 | 1881 | 1886 | 1891 | 1896 |
| ---- | ---- | ---- | ---- | ---- | ---- | ---- | ---- | ---- |
| 783  | 840  | 837  | 825  | 819  | 855  | 892  | 875  | 813  |

| 1901 | 1906 | 1911 | 1921 | 1926 | 1931 | 1936 | 1946 | 1954  |
| ---- | ---- | ---- | ---- | ---- | ---- | ---- | ---- | ----- |
| 808  | 769  | 743  | 757  | 793  | 895  | 914  | 978  | 1 124 |

| 1962  | 1968  | 1975  | 1982  | 1990  | 1999  | 2004  | 2006  | 2009  |
| ----- | ----- | ----- | ----- | ----- | ----- | ----- | ----- | ----- |
| 1 872 | 4 060 | 6 588 | 5 941 | 5 216 | 5 211 | 5 178 | 5 271 | 5 095 |

| 2014  | 2019  | 2022  | - | - | - | - | - | - |
| ----- | ----- | ----- | - | - | - | - | - | - |
| 5 208 | 5 311 | 5 440 | - | - | - | - | - | - |

## Culture locale et patrimoine

### Lieux et monuments

#### Colombier (XIIIesiècle)

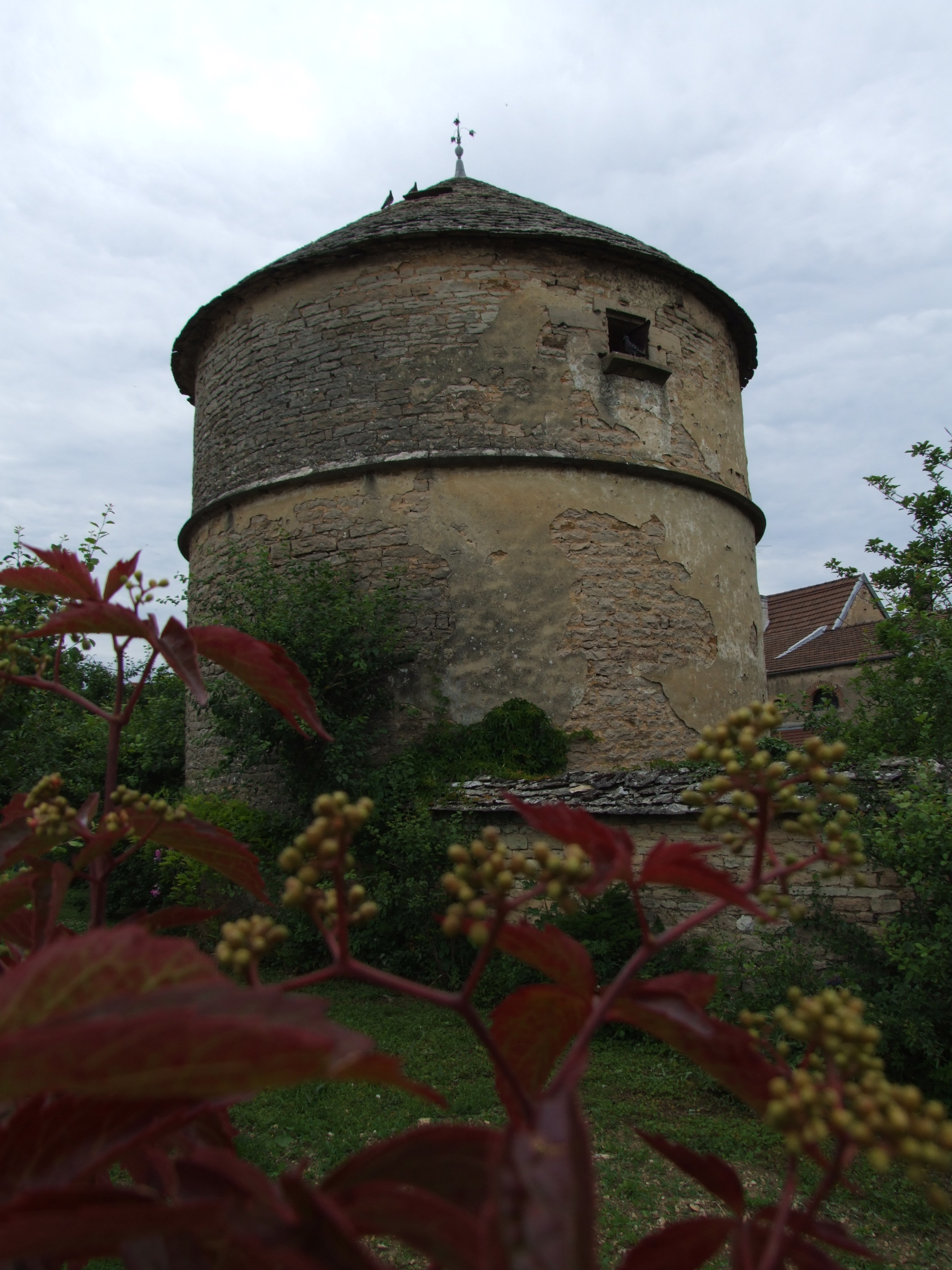
Colombier Saint-Urbain

Appelé "colombier Saint-Urbain" car il était dans l'enceinte du monastère Saint-Urbain, ce colombier circulaire est situé rue du château sur un domaine privé et contient 889 boulins.

#### Café du Rocher
Créé en 1830, il s'agit d'un des plus anciens cafés de France. Ce lieu mythique serait ainsi le troisième café français encore existant après le célèbre Procope de Paris (1686) et la café de la Table Ronde de Grenoble (1789). À l'origine, il portait le nom de « Relais du soldat de Napoléon » eu égard au grognard tavernier qui l'administrait alors.
Le titre de « Café historique européen » lui a été remis lors d'une cérémonie officielle le 2 octobre 2002.
Il possède un ensemble de quatre paysages animés peints dans les années 1830 par un soldat ayant participé aux guerres napoléoniennes.
Il a été classé Monument historique par arrêté du 10 mars 2017.

#### Église Notre-Dame de l'Assomption

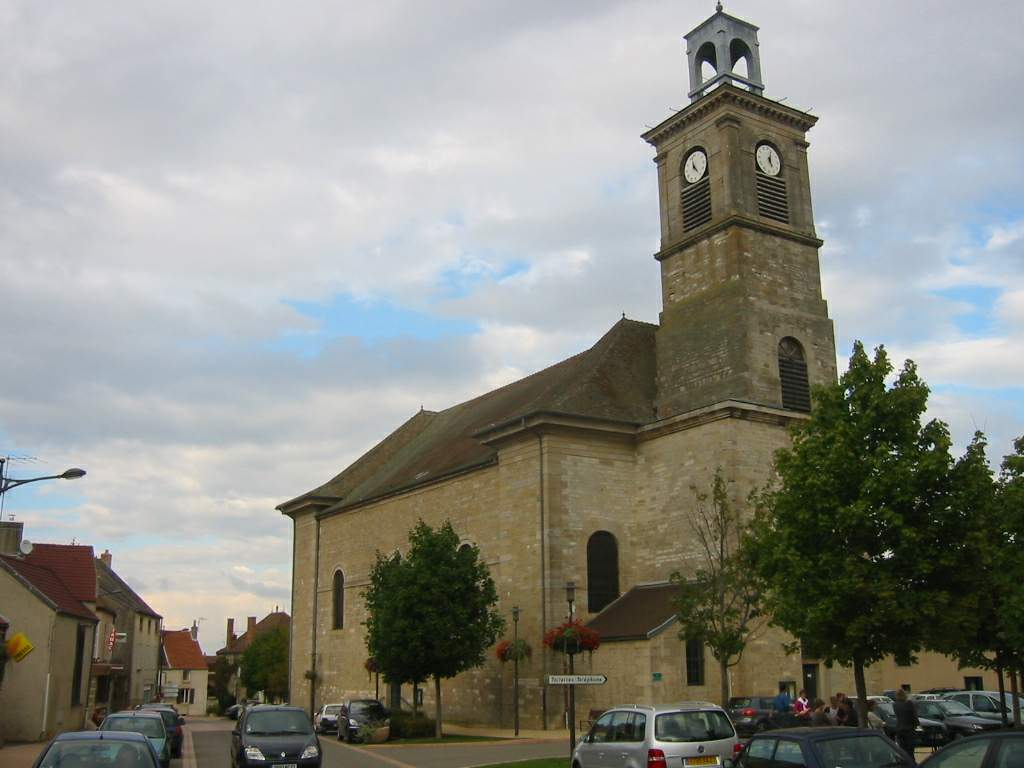
Église Notre-Dame de l'Assomption

L'église Notre-Dame de l'Assomption a été reconstruite au début du XIXe siècle, entre 1830 et 1839, dans un style architectural néo-classique. Elle ne conserve rien de l'édifice précédent dont le clocher s'était auparavant effondré.
Le cul de four du chœur de l'église actuelle est décoré par une peinture murale réalisée en 1942-1943 par Mauméjean, avec l'aide des peintres Berasaluce, Durgeat et Hildenbrand. Sur une hauteur de cinq mètres, sont représentés des figures bibliques (Assomption, Saint-Esprit, colombe, angelot) mais aussi un vigneron, un soldat, une religieuse, etc. Des inscriptions complètent la fresque.
Un groupe en bois sculpté du XVIe siècle représente la charité de saint Martin. On peut également remarquer une statue de saint Maur du XVe siècle et une chaire du XVIe siècle ou XVIIe siècle aux panneaux ornés de cariatides.
L'église est dotée d'un orgue numérique Allen.

#### Lavoirs (XIXesiècle)
Marsannay-la-Côte possède deux lavoirs : un édifice à ciel ouvert comportant un bassin rectangulaire en pierre de taille qui vient d'être restauré et un édifice plus classique.

#### Maison des sociétés (XIXe-XXesiècles)

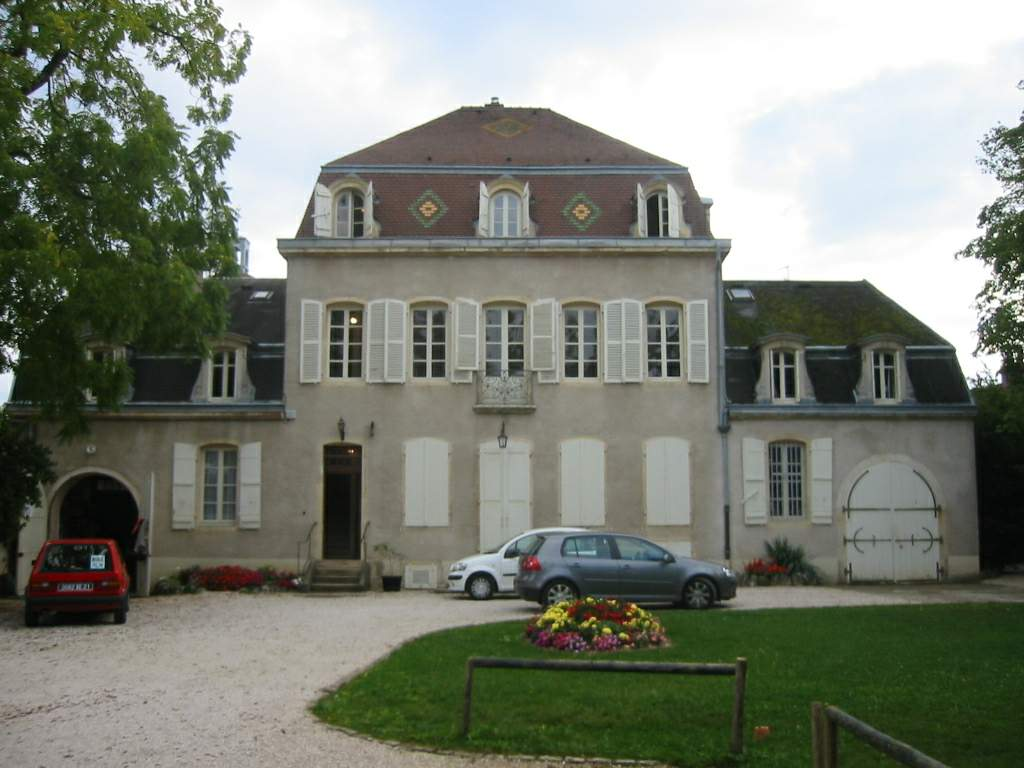
Maison des sociétés

C'est une maison bourgeoise de 300 m2 habitables sur trois niveaux, située dans un vaste parc de 4 900 m2
. Elle comprend un corps principal de bâtiment du XVIIIe siècle et deux ailes du XIXe siècle. Cette propriété appartenait à monsieur et madame Moncorget. Tous deux décédés (lui en 1954, elle en 1978), c'est leur fille unique qui en héritait.
Celle-ci mit en vente la propriété qui fut acquise par la commune en janvier 1979 et qui est devenue un lieu public d'expositions et d'animations culturelles. Dans le parc arboré se trouve le Sophora Burgonde, un arbre totem sculpté en 2004 par François Cannet, Jean Decologne et Claude Maillard.

#### Maison de Marsannay (XXesiècle)
Construction communale inaugurée en 1982, à vocation culturelle et sportive avec salles de spectacles, de banquets et associatives et aire de loisirs à proximité.

### Protection de l'environnement
La côte et l'arrière-côte de Dijon, sur le territoire de la commune de Marsannay, est une zone protégée classée Zone naturelle d'intérêt écologique, faunistique et floristique de type II. La Combe de Gouville est classée ZNIEFF de type I.

### Festivités
Marsannay-la-Côte, commune viticole, a accueilli en janvier 1993 la 49e édition de la Fête de la Saint-Vincent tournante, manifestation supervisée par la Confrérie des chevaliers du Tastevin.

### Personnalités liées à la commune
- Alphonse Favier, dit "Monseigneur Favier", né à Marsannay-la-Côte le 22 septembre 1837, mort à Pékin le 4 avril 1905, vicaire apostolique responsable du Pé-Tang lors de la Révolte des Boxers (juin-août 1900), chevalier de la Légion d'honneur.
- le colonel Charles Flamand, ancien des Forces aériennes françaises libres, grand-croix de la Légion d'honneur, qui résidait à Marsannay-la-Cote jusqu'à sa mort (mai 2019). Cité douze fois dont quatre à l'ordre de l'armée aérienne, il avait terminé sa carrière sur la base aérienne 102 de Dijon[30].

### Galerie

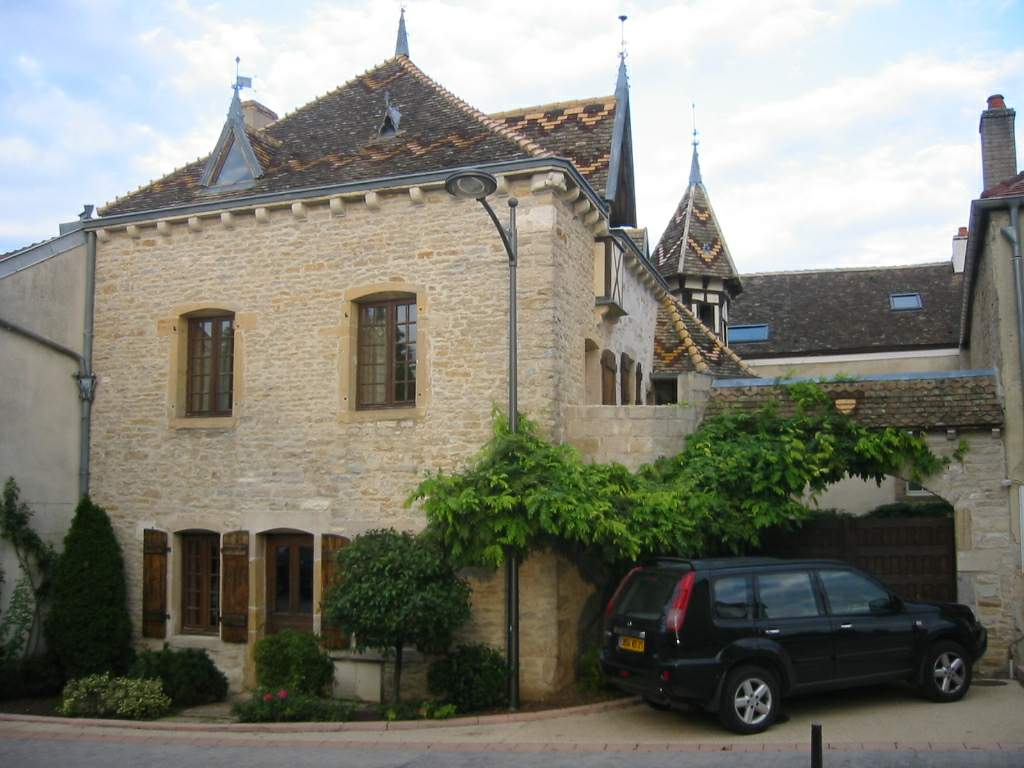
Maison bourguignonne.
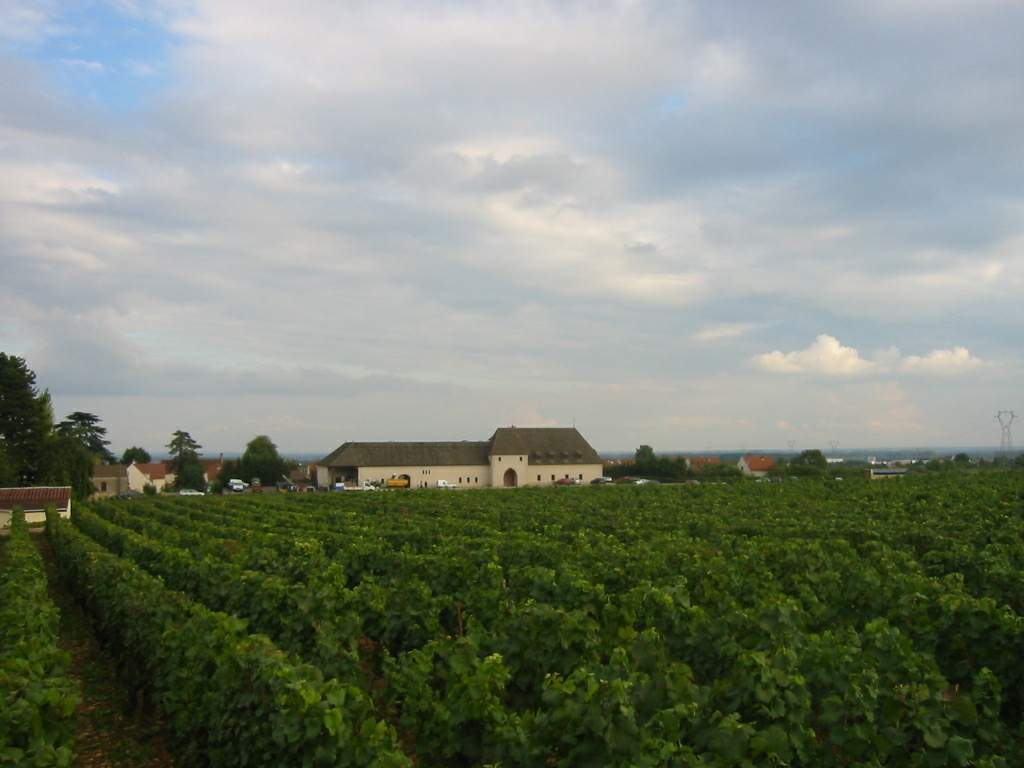
Château viticole.
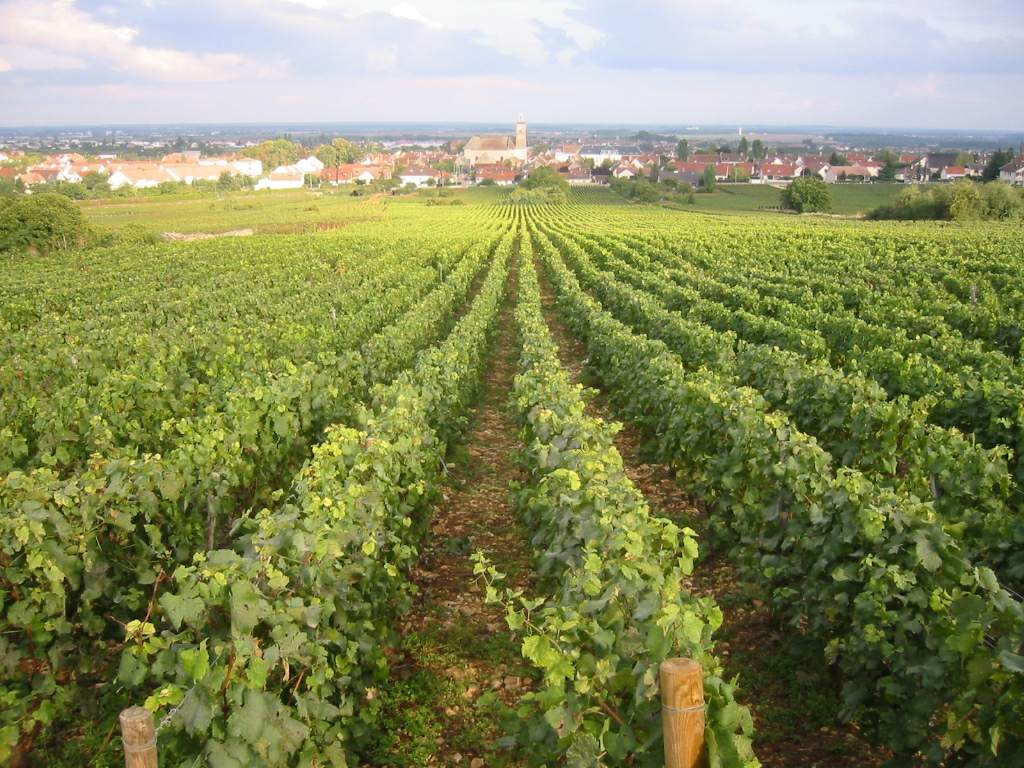
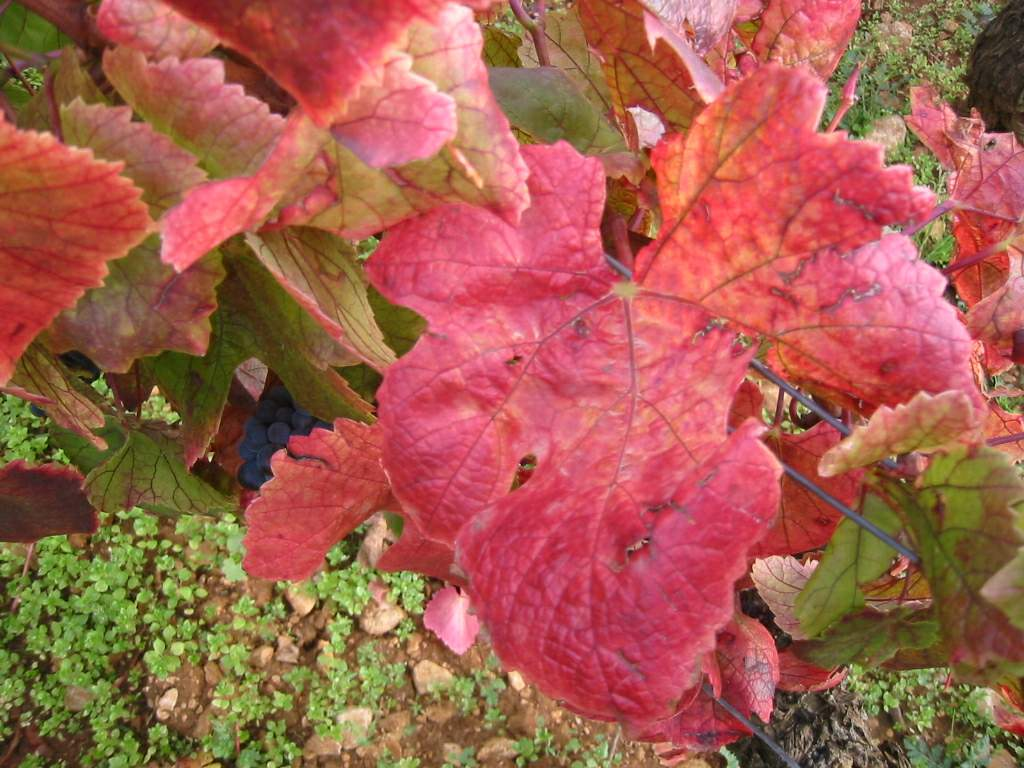
Vigne.
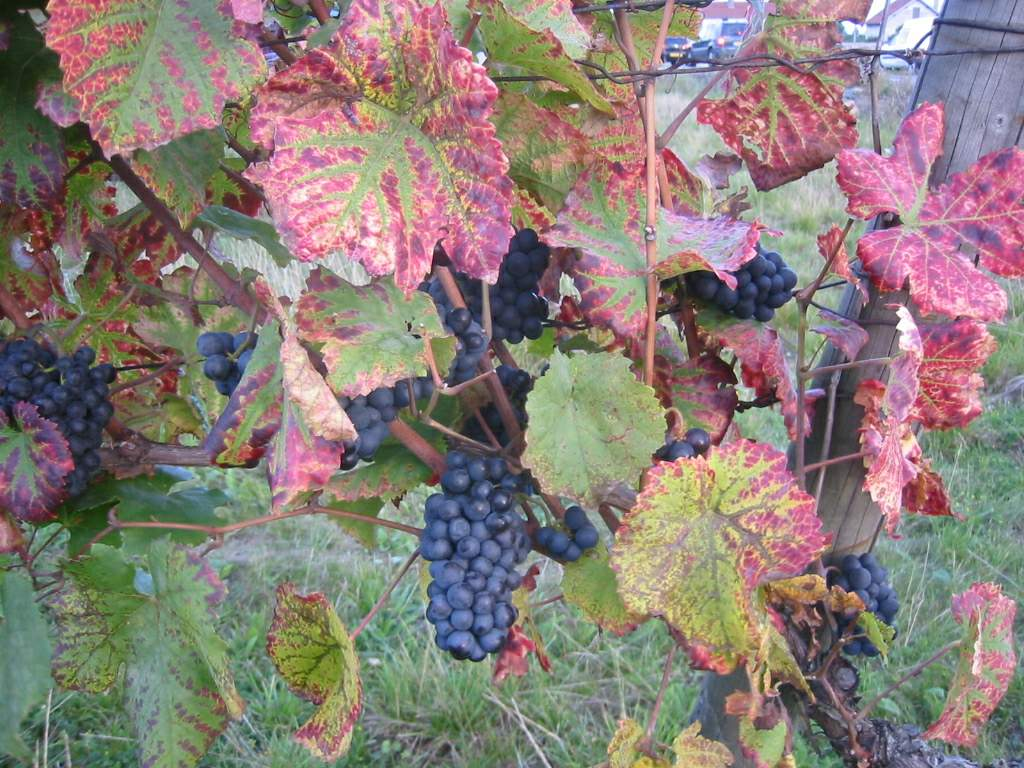